# Кирпичное (Приморский край)
Кирпи́чное — деревня в Михайловском районе Приморского края, входит в состав Михайловского сельского поселения.

## География
Деревня Кирпичное расположена в 2 км южнее районного центра Михайловка (по старой трассе «Уссури» в сторону Уссурийска).
От деревни Кирпичное до правого берега реки Раковка около 2 км.

## Население
| 2002 | 2010 |
| ---- | ---- |
| 84   | ↗90  |

## Улицы
В деревне имеется одна улица: Кирпичная. 

## Экономика
Жители занимаются сельским хозяйством.